# Wolfgang Rihm
Wolfgang Rihm, né le 13 mars 1952 à Karlsruhe (Bade-Wurtemberg, Allemagne de l'Ouest) et mort le 27 juillet 2024 à Ettlingen (Bade-Wurtemberg, Allemagne), est un compositeur et essayiste allemand.

## Biographie

### Formation
Wolfgang Michael Rihm grandit à Karlsruhe. Ses nombreux contacts avec la peinture, la littérature et la musique l'amènent à composer dès 1963. Parallèlement à ses études au lycée humaniste Bismarck, il étudie de 1968 à 1972 la composition auprès d'Eugen Werner Velte, à l'école de musique de Karlsruhe. Il s'intéresse à la musique de la seconde école de Vienne, orchestre les morceaux pour piano d'Arnold Schönberg, opus 19, et se dirige pendant un temps vers le style aphorique d'Anton Webern.
Wolfgang Rihm a, entre autres, Wolfgang Fortner et Humphrey Searle pour professeurs de composition. En 1972, en même temps qu'il prépare l'équivalent allemand du baccalauréat, il passe l'examen d'État de composition et de théorie musicale à l'école de musique. S'ensuivent des études auprès de Karlheinz Stockhausen en 1972 et 1973 à Cologne, puis à l'école de musique de Fribourg-en-Brisgau de 1973 à 1976, auprès de Klaus Huber en composition, et de Hans Heinrich Eggebrecht en musicologie.

### Carrière
Les premières expériences de Wolfgang Rihm en tant que maître de conférence eurent lieu à Cologne entre 1973 et 1978, à partir de 1978 aux Internationale Ferienkurse für Neue Musik de Darmstadt, cours auxquels il participait lui-même depuis 1970, et en 1981 à l'école de musique de Munich. En 1985, il prit la relêve de son ancien professeur Eugen Werner Velte à la chaire de composition de l'école de musique de Karlsruhe.
Il accède à une large reconnaissance dans Le Monde de la musique après la représentation de son morceau pour orchestre intitulé Morphonie - Sektor IV, lors du Festival de Donaueschingen en 1974.

### Postes et fonctions
Wolfgang Rihm est membre de la présidence de l'association allemande de compositeurs depuis 1982, membre de la présidence du conseil allemand de la musique depuis 1984, membre du conseil d'administration de la fondation Heinrich Strobel depuis 1985 et appartient au conseil de surveillance du GEMA depuis 1989.
Il est élu membre de l'Académie des arts de Berlin en 1986.
Il a été « fellow » en 1984 et 1985, puis en 1997 de l'institut d'études avancées de Berlin (Wissenschaftskolleg zu Berlin). De 1984 à 1989, il est coéditeur de la revue musicale Melos ; de 1984 à 1990, il est conseiller musical auprès du Deutsche Oper Berlin, puis conseiller musical du Zentrum für Kunst und Medientechnologie (Centre pour l'art et les médias) de Karlsruhe de 1990 à 1993. En 1995, il est le cinquième compositeur à l'affiche du Festival annuel de musique de Rheingau, sur l'invitation de Walter Fink.
Il est l'invité du festival Aspects des musiques d’aujourd’hui au Conservatoire de Caen du 19 au 24 mars 2013.

### Vie privée
Wolfgang Rihm vivait entre Karlsruhe et Berlin. Il a un fils et une fille.

### Mort
Wolfgang Rihm meurt dans la nuit du 26 au 27 juillet 2024 à l'âge de 72 ans.

## Distinctions
- Prix Bach de la Ville libre et hanséatique de Hambourg (1999)[6]
- Prix Robert-Schumann pour la poésie et la musique 2014[7]
- Grawemeyer Award pour IN-SCHRIFT 2 (2015)

## Décorations
- Officier de l'ordre des Arts et des Lettres, 2001
- Récipiendaire de l'ordre du Mérite de Bade-Wurtemberg, 2004
- Récipiendaire de la croix Pour le Mérite (ordre civil), 2012
- Grand officier de l'ordre du Mérite de la République fédérale d'Allemagne, 2014

## Œuvre
- 1972 : Clamatio, pour orgue et bruit de fond
- 1989 : Duomonolog, pour violon et violoncelle
- 1997 : Gebild, pour trompette piccolo, deux percussionnistes et cordes
- 2001 : Jagden und Formen, pour orchestre
- 2007 : Deus Passus
- 2009 : Mnemosyne, pour soprano et ensemble
- 2010 : Dionysos (opéra)
- 2013 : Epilog, pour quintette à cordes
- 2015 : Et Lux